# Der Nister

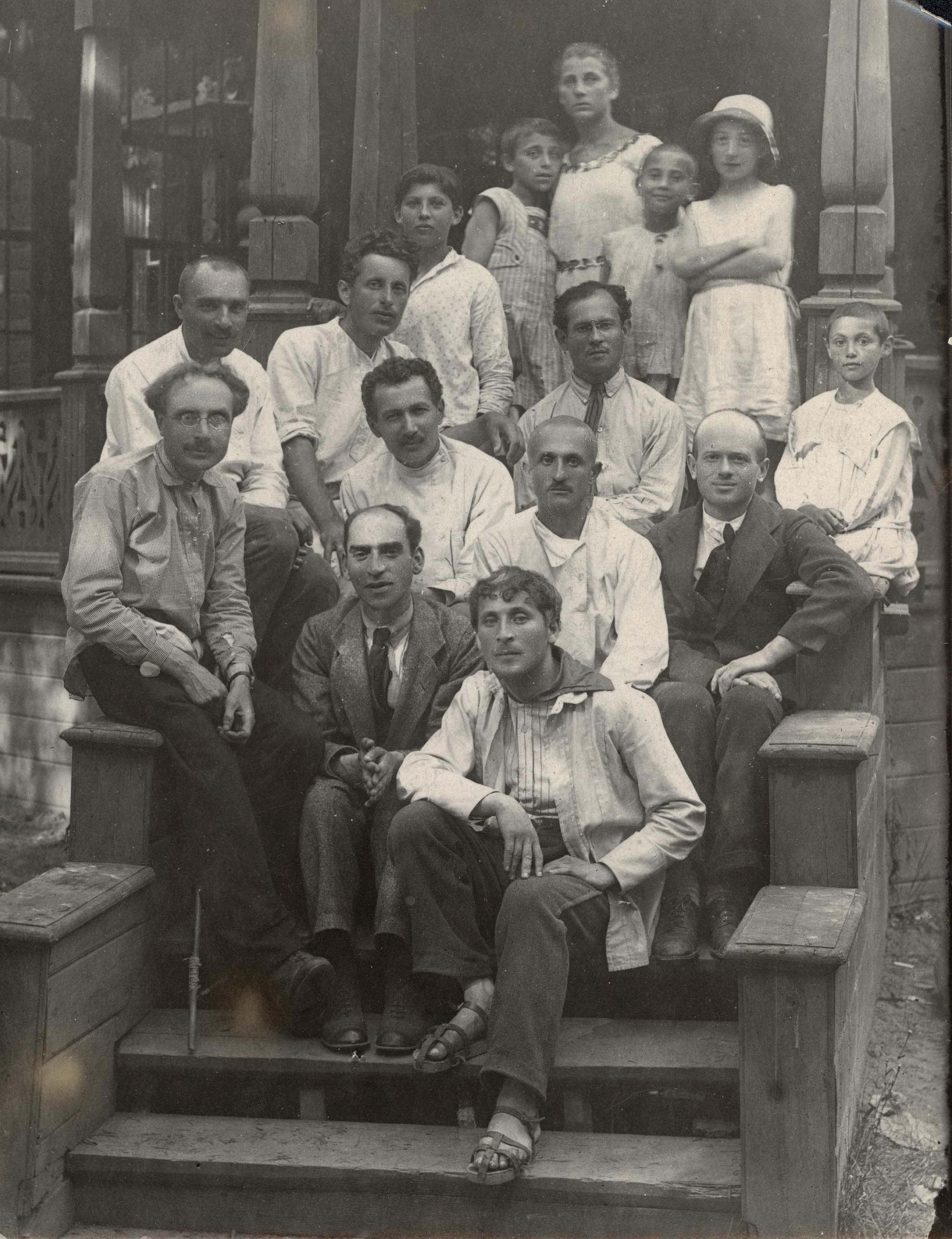
Der Nister, midden, zittend links-naast Marc Chagall (zittend vooraan) 1921

Der Nister (Jiddisch: דער ניסתּר of דער ניסטער;, letterlijke vertaling: 'De Verscholene') (Berdytsjiv, Oekraïne, 1 november 1884 - Moskou, 4 juni 1950), pseudoniem van Pinchas Kahanowitsj (Jiddisch: פנחס כהנאָוויטש), was een in het Jiddisch schrijvende Russisch-Joodse romancier, dichter, journalist en vertaler. 

## Leven en werk
Kahanowitsj werd geboren in een familie van kooplui en groeide op met de joodse tradities en levenswijze. In 1905 deserteerde hij uit het tsaristische leger om zich vervolgens gedurende twaalf jaar illegaal te vestigen in Zjytomyr. In 1907 komt onder het pseudoniem Der Nister zijn eerste boek uit, Gedanken oen Motiwn, prozaliederen vol visioenen en symboliek. In 1908 treedt hij toe tot een Joodse schrijverskring met Dovid Hofstejn, Lejb Kwitko en Perets Markisj, die middelen zochten om het Jiddische erfgoed te verbinden met de 'cultuur van de toekomst'.
Over zijn persoonlijk leven was Der Nister altijd uiterst zwijgzaam. Tussen twee boekverschijningen door was hij voor zijn vriendenkring vaak onvindbaar. Niemand wist waar hij woonde en dat hij getrouwd was kwamen zijn vrienden pas te weten door de geboorteaankondiging van zijn dochter Hodel.
In 1917, na de Russische Revolutie en het opheffen van veel anti-Joodse wetten, verhuisde Der Nister naar Kiev. De nieuwe literatuur, beheerst door de romantiek van revolutionair heroïsme, paste hem echter slecht. Hij week in 1921 uit naar Berlijn, gaf twee verhalenbundels uit, maar keerde in 1926 weer naar Rusland terug. Het latere socialistisch realisme, onder Jozef Stalin, isoleerden hem echter nog meer. Zijn werk werd genegeerd of zwaar bekritiseerd. Dat zijn symbolistische verhalenbundel Foen maine giter (Van mijn landgoederen, 1929) door de kritiek werd goedgekeurd mag een klein wonder heten.
In de jaren dertig werkte Der Nister vooral als journalist maar begon tevens aan zijn magnum opus Di misjpoche Masjber (De familie Masjber). Het eerste deel verschijn in 1939, de tweede helft in 1948 in de Verenigde Staten. Het is een weidse kroniek over de ondergang van een familie in het Rusland van voor de Revolutie en tegelijkertijd het verhaal van een stad. In het voorwoord schrijft Der Nister dat hij de voorschriften van het Socialistisch Realisme volgt, hetgeen hij deel ook doet door de ellende van de onderklasse en het bijgeloof van het volk aan de kaak te stellen, maar hij verloochent zijn artistieke eigenheid niet. Voor zijn wonderlijke fantasie maakt hij plaats in dromen en visioenen. Zijn landschappen zijn allegorisch en zijn horizonten vertegenwoordigen de roep der verten, het verhaal van het onbekende. De familie Masjber wordt tegenwoordig beschouwd als een der belangrijkste literaire producten uit het Rusland van Stalin. In 2002 verscheen een Nederlandse vertaling van de hand van Willy Brill.
Een door Der Nister aan het einde van het tweede deel aangekondigd derde deel van De familie Masjber, volledig te schrijven in zijn eigen methode en stijl, werd nooit voltooid. Tijdens het schrijven ervan zag hij hoe zijn literaire vrienden de een na de ander als 'vijanden van het volk' werden gearresteerd. Eind 1948 is hij zelf aan de beurt. In 1950 sterft hij op de ziekenafdeling van de Loebjanka-gevangenis.

## Werken
- Gedankn un motivn - lider in prose, Vilnius, 1907
- Hecher fun der Erd, Warschau, 1910
- Gesang un gebet, Kiev, 1912 (liederen)
- Vertalingen van Andersens sprookjes, 1918
- Meiselech in fersn, 1918/19 (vertellingen in vers, met illustraties door Marc Chagall; Kiev, Warschau, Berlijn)
- Gedacht, Berlijn, 1922/23 (fantastische vertellingen)
- Fun meine giter, Kiew 1929 (pessimistische vertellingen)
- Hoiptstet, Moskou, 1934
- Sechs meiselech, 1939
- Di mischpoche Maschber, Kiev, 1939 (1e deel), New York, 1948 (2e deel)
- Khurbones, Moskou, 1943
- Dertseylung und eseyen, New York 1957 (postuum)
- Widerwuks, Moskou, 1969 (postuum)